# Joelinton
Joelinton Cassio Apolinário de Lira (Aliança, 14 augustus 1996) – alias Joelinton – is een Braziliaans voetballer die doorgaans als aanvaller speelt. Hij tekende in juli 2019 een contract tot medio 2025 bij Newcastle United, dat circa €40.000.000,- voor hem betaalde aan 1899 Hoffenheim. Joelinton debuteerde in 2023 in het Braziliaans voetbalelftal.

## Clubcarrière
Joelinton stroomde door vanuit de jeugdopleiding van Sport. Daarvoor debuteerde hij op 2 november 2014 in de Braziliaanse Série A, tegen Figueirense. Hij maakte op 23 november 2014 zijn eerste doelpunt, tegen Fluminense.
Joelinton tekende in juli 2015 een contract tot medio 2020 bij 1899 Hoffenheim. Hier zagen in een jaar tijd zowel coach Markus Gisdol, Huub Stevens als Julian Nagelsmann het niet in hem zitten. Hoffenheim verhuurde hem in juli 2016 voor twee jaar aan Rapid Wien. Hier werd zijn aanwezigheid meer op prijs gesteld. Hij speelde in twee seizoenen zestig wedstrijden in de Oostenrijkse Bundesliga en bereikte in het eerste jaar de finale van de nationale beker met de club. Daarin bracht hij Rapid na een achterstand op 1–1, maar Red Bull Salzburg scoorde daarna nog een keer. Joelinton speelde ook tien wedstrijden voor Rapid in de Europa League, zijn eerste in een Europees toernooi.
Nadat hij na twee jaar in Oostenrijk terugkeerde naar Hoffenheim, werd Joelinton hier gedurende het seizoen 2018/19 een gewaardeerd onderdeel van het team. Hij speelde dat jaar 28 wedstrijden in de Bundesliga, waarvan 25 als basisspeler. Hij scoorde tegen onder meer Borussia Dortmund, Eintracht Frankfurt en twee keer tegen Bayer Leverkusen. Hij maakte op 18 augustus 2018 voor het eerst in zijn profcarrière een hattrick, in een met 1–6 gewonnen wedstrijd in het toernooi om de DFB-Pokal uit bij Kaiserslautern.
Joelinton tekende in juli 2019 een contract tot medio 2025 bij Newcastle United, de nummer dertien van de Premier League in het voorgaande seizoen. Dat betaalde circa €40.000.000,- voor hem aan Hoffenheim. Joelinton werd daarmee de duurste aankoop van Newcastle United in de clubgeschiedenis. Coach Steve Bruce maakte hem meteen basisspeler. Nadat hij in 2020/21 ook regelmatig op de bank moest beginnen, werd hij in 2021/22 weer een onbetwiste naam in de basisopstelling. Joelinton stond in seizoen 2022/23 dertig speelronden in de basis bij Newcastle United. Zijn ploeggenoten en hij plaatsten zich dat jaar via de vierde plaats in de Premier League voor het eerst in twintig jaar voor de Champions League.

## Clubstatistieken
| Seizoen     | Club                 | Competitie     | Competitie | Competitie | Competitie | Beker | Beker | Beker | Internationaal | Internationaal | Internationaal | Totaal | Totaal | Totaal |
| Seizoen     | Club                 | Competitie     | Wed.       | Dlp.       | Ass.       | Wed.  | Dlp.  | Ass.  | Wed.           | Dlp.           | Ass.           | Wed.   | Dlp.   | Ass.   |
| ----------- | -------------------- | -------------- | ---------- | ---------- | ---------- | ----- | ----- | ----- | -------------- | -------------- | -------------- | ------ | ------ | ------ |
| 2014        | Sport Club do Recife | Série B        | 7          | 2          | 1          | 0     | 0     | 0     | –              | –              | –              | 7      | 2      | 1      |
| 2015        | Sport Club do Recife | Série B        | 5          | 1          | 3          | 0     | 0     | 0     | –              | –              | –              | 5      | 1      | 3      |
| Club Totaal | Club Totaal          | Club Totaal    | 12         | 3          | 4          | 0     | 0     | 0     | 0              | 0              | 0              | 12     | 3      | 4      |
| 2015/16     | 1899 Hoffenheim      | Bundesliga     | 1          | 0          | 0          | 0     | 0     | 0     | –              | –              | –              | 1      | 0      | 0      |
| Club Totaal | Club Totaal          | Club Totaal    | 1          | 0          | 0          | 0     | 0     | 0     | 0              | 0              | 0              | 1      | 0      | 0      |
| 2016/17     | → Rapid Wien         | Bundesliga     | 33         | 8          | 5          | 5     | 3     | 1     | 10             | 2              | 1              | 48     | 13     | 7      |
| 2017/18     | → Rapid Wien         | Bundesliga     | 27         | 7          | 1          | 4     | 1     | 1     | –              | –              | –              | 31     | 8      | 2      |
| Club Totaal | Club Totaal          | Club Totaal    | 60         | 15         | 6          | 9     | 4     | 2     | 10             | 2              | 1              | 79     | 21     | 9      |
| 2018/19     | 1899 Hoffenheim      | Bundesliga     | 28         | 7          | 7          | 2     | 3     | 1     | 5              | 1              | 1              | 35     | 11     | 9      |
| Club Totaal | Club Totaal          | Club Totaal    | 29         | 7          | 7          | 2     | 3     | 1     | 5              | 1              | 1              | 36     | 11     | 9      |
| 2019/20     | Newcastle United     | Premier League | 38         | 2          | 2          | 6     | 2     | 2     | –              | –              | –              | 44     | 4      | 4      |
| 2020/21     | Newcastle United     | Premier League | 31         | 4          | 2          | 5     | 2     | 1     | –              | –              | –              | 36     | 6      | 3      |
| 2021/22     | Newcastle United     | Premier League | 35         | 4          | 1          | 2     | 0     | 0     | –              | –              | –              | 37     | 4      | 1      |
| 2022/23     | Newcastle United     | Premier League | 16         | 2          | 2          | 4     | 0     | 0     | –              | –              | –              | 20     | 2      | 2      |
| Club Totaal | Club Totaal          | Club Totaal    | 120        | 12         | 7          | 17    | 4     | 3     | 0              | 0              | 0              | 137    | 16     | 10     |
| TOTAAL      | TOTAAL               | TOTAAL         | 221        | 37         | 24         | 28    | 11    | 6     | 15             | 3              | 2              | 264    | 51     | 32     |

## Interlandcarrière
Joelinton maakte in 2012 twee doelpunten in vier interlands voor Brazilië –17. Hij debuteerde op 17 juni 2023 in het Braziliaans voetbalelftal. Bondscoach Ramon Menezes gaf hem toen een basisplaats in een met 4–1 gewonnen oefeninterland tegen Guinee. Joelinton maakte zelf de 1–0. Hij mocht drie dagen later ook beginnen in een oefeninterland tegen Senegal en was in september 2023 invaller tijdens WK-kwalificatiewedstrijden tegen Bolivia en Peru.
1 Dúbravka ·
2 Trippier ·
4 Botman ·
5 Schär ·
6 Lascelles  ·
7 Joelinton ·
8 Tonali ·
9 Wilson ·
10 Gordon ·
11 Barnes ·
13 Targett ·
14 Isak ·
17 Krafth ·
18 Osula ·
19 Vlachodimos ·
20 Hall ·
21 Livramento ·
22 Pope ·
23 Murphy ·
24 Almirón ·
25 Kelly ·
26 Ruddy ·
28 Willock ·
29 Gillespie ·
33 Burn ·
36 Longstaff ·
37 Murphy ·
39 Guimarães ·
67 Miley ·
Coach: Howe
· Assistent-coach: Jones